# گرته گایم
گرته گایم (استونیایی: Grete Gaim؛ زادهٔ ۲۱ مهٔ ۱۹۹۳) ورزشکار ورزش دوگانه زن اهل استونی است.